# Nibea coibor
Nibea coibor es una especie de pez de la familia Sciaenidae en el orden de los Perciformes.

## Hábitat
Es un pez de clima tropical y demersal.

## Distribución geográfica
Se encuentra en el estuario del río Ganges, Sri Lanka, Sumatra, las Filipinas, la China, el Vietnam y Australia.

## Observaciones
Es inofensivo para los humanos.